# Jeroen Kijk in de Vegte
Jeroen Kijk in de Vegte (Emmeloord, 14 juni 1974) is een Nederlandse radio-dj en voice-over. Hij is sidekick van Jan-Willem Start Op! op NPO Radio 2, en voice-over van RTL Boulevard en B&B Vol Liefde.

## Vroege carrière
Kijk in de Vegte woonde tot zijn 12e in zijn geboorteplaats, waarna hij verhuisde naar Dronten. Hij legde al vroeg belangstelling voor radio en televisie aan de dag. In 1989 begon hij zijn eigen lokale radiostation, waar hij zijn eerste programma's maakte. Na de middelbare school besloot hij naar de School of Media in Zwolle te gaan. Hier stopte hij al snel mee. In 1992 kwam Kijk in de Vegte terecht bij de publieke omroep Veronica. Daar leerde hij op de jeugd- en jongerenopleidingsafdeling Club Veronica de fijne kneepjes van het radio en tv-vak en al snel werd hem een vaste betrekking aangeboden. Hij was o.a. tot en met mei 1993 werkzaam bij het popprogramma Countdown.
Na een aantal jaren gewerkt te hebben als redacteur voor televisieprogramma's zoals NOW TV en Telekids, werd hem door radio-dj Robert Jensen gevraagd mee te werken aan zijn radioprogramma's. Zo was hij in de tweede helft van de jaren 90 te horen bij het inmiddels commerciële Veronica in de radioprogramma's Jensen in de Middag en later Jensen in de Ochtend. Toen Robert Jensen in 1999 voor een 'sabbatical' vertrok, werd het programma voortgezet onder de titel De Ochtendkroeg en zo kreeg Kijk in de Vegte meer ruimte om meer van zichzelf te laten horen. In deze periode was hij ook de vaste stem van Veronica-televisie, dat die dagen onder de vlag van RTL Nederland uitzond. Ook was hij van 1996 tot en met 2020 de voice-over van het populaire televisieprogramma Eigen Huis & Tuin.

## ruuddewild.nl
In 1999 benaderde de publieke jongerenomroep BNN Kijk in de Vegte om samen met Ruud de Wild te werken aan een nieuw middagprogramma op de Nederlandse publieke popzender 3FM als opvolger van het gestopte Somertijd. Dit werd vanaf 1 september 1999 uiteindelijk het programma ruuddewild.nl, van maandag tot en met vrijdag tussen 16:00 en 18:00 uur. Het vernieuwende programma was een groot succes. In 2002 werd hun radioprogramma onderscheiden met een Marconi Award in de categorie 'beste programma'. Toen Ruud de Wild in juni 2004 naar de commerciële zender Radio 538 overstapte, maakte Kijk in de Vegte van de gelegenheid gebruik om zijn televisiewerk uit te bouwen door de overstap te maken naar de SBS-groep.
Tegenwoordig maakt Kijk in de Vegte deel uit van het dj-team van NPO Radio 2.

## Aanslag op Pim Fortuyn
Op maandag 6 mei 2002 waren de programmamakers van ruuddewild.nl (onder wie dus ook Kijk in de Vegte) ooggetuige van de moord op Pim Fortuyn. De politicus was te gast in het radioprogramma en na afloop werd hij voor de ingang van de 3FM studios op het Mediapark in Hilversum doodgeschoten door milieuactivist Volkert van der Graaf. Kijk in de Vegte getuigde in de daaropvolgende rechtszaak en sloeg zich er naar eigen zeggen 'verder aardig doorheen'. Zijn collega De Wild had het er moeilijker mee; hij nam een tijd vrijaf om te herstellen van het opgelopen trauma en was hierdoor een tijd lang niet te horen op 3FM.

## Televisie
Voor de omroep BNN maakte hij ook televisie en verscheen hij voor het eerst ook zelf als presentator op het scherm. Hij maakte onder andere de programma's Think Pink, over homocultuur in Nederland en hij presenteerde een aflevering van de serie Ik ga op reis en neem mee..., waarvoor hij met Albert Verlinde naar Barcelona afreisde.
Later was Kijk in de Vegte  op televisie onder andere presentator van Het Beste Idee van Nederland.
In juli 2005 maakte hij de overstap naar RTL Nederland, waar hij de vaste vervanger van entertainmentdeskundige Albert Verlinde werd in het televisieprogramma RTL Boulevard op RTL 4. Daarnaast was hij voice-over bij diverse televisieprogramma's, waaronder Idols en het eerder genoemde RTL Boulevard. Op radiogebied keerde hij ook terug; op Yorin FM maakte hij met Rob Stenders en Fred Siebelink het ochtendprogramma Stenders Vroeg Op. Met het verdwijnen van de radiozender Yorin FM in 2006, stopte ook het programma. Toch ging de samenwerking tussen Stenders en Kijk in de Vegte niet geheel ter ziele; vanaf 11 januari 2007 was Jeroen samen met Stenders en Guus Meeuwis wekelijks te zien op televisiezender Tien in de muzikale televisiequiz Stenders Late Vermaak.
Ook was Jeroen Kijk in de Vegte in 2007 achter de schermen betrokken bij de televisieserie Gooische Vrouwen. Hij schreef mee aan de verhaallijnen voor het derde seizoen van deze reeks. Ook zat hij in de zomer van 2007, samen met Janke Dekker en Ivo van Leeuwen in de jury van het programma Korenslag, dat werd uitgezonden op Nederland 1
Sinds 2007 is Kijk in de Vegte ook te horen als de stem aan boord van alle toestellen van luchtvaartmaatschappij Transavia. Begin 2014 was hij verliezend finalist in De Slimste Mens. Hij vertelde in dat programma dat hij ooit figurant was in Medisch Centrum West. Eerder, in 2006, deed hij ook al eens mee aan De Slimste Mens. Die serie won hij.
Vanaf  januari 2017 was Kijk in de Vegte ook te zien bij het tv-programma Wie is de Mol?. Hij moest het spel na de vijfde aflevering verlaten. In het jubileumseizoen van Wie is de Mol? in 2020 deed Kijk in de Vegte opnieuw mee, ditmaal als de Mol.
In augustus 2025 won Kijk in de Vegte de Voice-Over Award 2025 voor zijn voice-overwerk bij onder andere RTL Boulevard en B&B Vol Liefde.

## Radio
In de periode 2001-2006 was hij vaste columnist in het jongerentijdschrift Expreszo. En in de periode 2003-2006 is Kijk in de Vegte ook te zien in het theaterstuk Met Hart en Ziel, dat gaat over de geschiedenis van de popmuziek in Nederland.
Van 18 april 2006 tot 1 september 2007 presenteerde Kijk in de Vegte zijn eigen ochtendshow op radiozender Caz! onder de naam Môgge Jeroen, wat later Môgge Caz! werd.
Vanaf 10 oktober 2007 was hij een aantal maanden te horen op KXradio met 'So you wanna be a Jazz fan'. Een programma waarbij hij zich door de wekelijkse gast Mijke van Wijk probeerde te laten overtuigen van de schoonheid van de muzieksoort Jazz.
Van 10 maart 2008 t/m 15 september 2010 presenteerde hij samen met Ruud de Wild de ochtendshow op Q-music. In de zomer van 2010 tijdens de vakantie van Ruud de Wild presenteerde hij deze show samen met Wouter van der Goes. Ook nam hij de presentatie van Het Foute Uur over van Gijs Staverman. Ruud de Wild stopte per 15 september 2010 met de ochtendshow.
Vanaf 1 november 2010 presenteerde hij de Goeiemorgenshow op Q-music. Op 6 april 2012 kondigde hij zijn vertrek aan bij het radiostation en hierdoor stopte de Goeiemorgenshow.
Sinds medio 2012 presenteerde Kijk in de Vegte ook op Radio 6. Sinds 6 januari 2013 presenteert hij op NPO Radio 2 bij de KRO-NCRV. Eerst in Hemelbestormers en sinds begin 2015 elke zondagmiddag van 12:00 tot 14:00 uur Bureau Kijk in de Vegte. Daarnaast vervangt hij regelmatig Stefan Stasse bij De Staat van Stasse, Gijs Staverman bij Gijs 2.0 en Rob Stenders in Stenders Platenbonanza. Vanaf 11 januari 2014 was Kijk in de Vegte eveneens de vaste presentator van Cappuccino op NPO Radio 2, als opvolger van Jurgen van den Berg, tot het programma stopte op 30 augustus 2014.
Sinds januari 2014 presenteerde Kijk in de Vegte elke zondagochtend, tot en met 27 september 2020 tussen 04:00 en 06:00 uur, en vanaf 4 oktober 2020 tussen 05:00 en 07:00 uur het programma Licence 2 Chill op NPO Radio 2. De laatste uitzending was op 2 april 2023. 
In de zomer van 2016 presenteerde hij samen met Floortje Dessing enkele weken De Supporterstour als vervanging voor Ekdom In De Ochtend tijdens de Olympische Zomerspelen op NPO Radio 2.
Sinds 2 juli 2018 is Kijk in de Vegte sidekick in het nieuwe doordeweekse ochtendprogramma Jan-Willem Start Op! voor BNNVARA op NPO Radio 2. Dit programma is de opvolger van Ekdom in De Ochtend, omdat Gerard Ekdom over is gestapt naar Radio 10. Sinds het starten van de ochtendshow is hij ook als sidekick van Jan-Willem Roodbeen te horen tijdens de NPO Radio 2 Top 2000.
Op 22 december 2019 maakte Jeroen zijn laatste Bureau Kijk in de Vegte, en gaf hij het stokje over aan Emmely de Wilt op het zondagmiddag-tijdslot.

## Typetjes en imitaties
Behalve als voice-over, treedt Jeroen Kijk in de Vegte als stemvertolker ook regelmatig in andere rollen op:
Televisie:
- Sesamstraat (kinderserie NTR), stemacteur in diverse filmpjes en items
- Egoland, diverse stemrollen in deze klei-animatieserie voor BNN-televisie (2003)
- PaPaul, in 2004 was hij een van de vertolkers in het lied van Catootje

Radio:
- Imitatie van Willem Oltmans (Tot het overlijden van Oltmans zelf, in allerlei programma's)
- Imitatie van NOS-stem Hans Hogendoorn (1995-heden, in allerlei programma's)
- Imitatie van Beau van Erven Dorens (3FM, 2001)
- Imitatie van RTL Boulevard-voice-over Kas van Iersel (3FM, 2001)
- Imitatie van Connie Breukhoven (Radio 2, 2002-2003)
- Imitatie van Amerikadeskundige Maarten van Rossem (in diverse programma's)
- Imitatie van diëtiste Sonja Bakker (ruuddewild.nl 2008-2009)
- Imitatie van Patricia Paay (ruuddewild.nl 2009)

Vaak worden bestaande bekendheden door Kijk in de Vegte gepersifleerd onder een (net iets) andere naam en leiden ze op die manier vaak hun eigen leven, los van het origineel, waaronder:
- Moraly Beyer, imitatie van NOS nieuwslezeres Noraly Beyer, (2001-heden)
- Katja, imitatie van Katja Schuurman, (Veronica FM, 1997-2000)
- Gerart Jolink, imitatie van zanger Gerard Joling (Veronica FM, 1997-2000)
- Paulus Pietsma, imitiatie van weerman Piet Paulusma ("Oant later en poppelepee maar weer!", 1998-heden)

En zo nu en dan verschijnen er eigen figuren in het repertoire:
- Harry en de Schatjes (een zanger en zijn achtergrondzangeressen), (ruuddewild.nl, 2000-2004)
- Frits Tourflits (blunderende verslaggever in de Tour de France), (ruuddewild.nl, 2003-2004)
- De Engelse tv-verslaggever die uitvaarten verslaat ("There she goes, on her last journey", m.n. in ruuddewild.nl)
- Mijnheer De Geer uit Landsmeer (een steeds klagende "luisteraar" in de radio-uitzendingen rond het Eurovisiesongfestival op Radio 2)

In de periode 1998-2000 maakte Kijk in de Vegte voor de radioprogramma's Jensen in de Ochtend en De Ochtendkroeg een hoorspelserie over de Koninklijke familie. In deze serie vertolkte hij zelf alle stemmen, te weten: Prins Willem-Alexander, Koningin Beatrix, Emily Bremers, Prinses Juliana, Prins Bernhard en de fictieve Baronesse van Vollenhoven tot Sloppenstein.
Internet:
- Imitatie van Noraly Beyer voor Buro Renkema (eenmalig)

Huidige: · Annemieke Schollaardt · Bart Arens · Carolien Borgers · Evelien de Bruijn · Corné Klijn · Daniël Lippens · Desiree van der Heiden · Dolf Jansen · Eddy Keur · Emmely de Wilt · Evert Duipmans · Jan-Willem Roodbeen · Jeroen Kijk in de Vegte · Jeroen van Inkel · Leo Blokhuis · Martine ten Klooster · Morad El Ouakili · Paul Rabbering · Ruud de Wild · Shay Kreuger ·Tannaz Hajeby · Thomas Hekker · Willemijn Veenhoven
Voormalige: Alfred van de Wege · Andrew Makkinga · Bert Haandrikman · Bert Kranenbarg · Cees van Zijtveld · Cielke Sijben · Daniël Dekker · Edwin Diergaarde · Felix Meurders · Ferry Maat · Frank du Mosch · Frits Sissing · Frits Spits · Gerard Ekdom · Giel Beelen · Gijs Staverman · Hans Schiffers · Henk van Steeg · Jan Paul Grootentraast · Jasper de Vries · Jeanne Kooijmans · Jeroen Mulder · Jetske van Staa · Jurgen van den Berg · Karel van Cooten · Kasper Kooij · Kimberley Dekker · Malou Holshuijsen · Marc Adriani · Marisa Heutink · Mart Smeets · Miranda van Holland · One'sy Muller · Peter Schuiten · Peter van Bruggen · Rick van Velthuysen · Rob Stenders · Roeland van Zeijst · Ron Stoeltie · Rutger Radstaake · Ruud Hermans · Sander de Heer · Sander Guis · Sara Kroos · Simone Walraven · Ted de Braak · Thijs Maalderink · Thomas van Vliet · Timur Perlin · Toine van Peperstraten · Tom Mulder · Will Luikinga · Yora Rienstra· Wouter van der Goes· Frank van 't Hof · Stefan Stasse  ·
Jaap Brienen · Vincent Gerhardt · Angelique Houtveen · Pieter Kok · Corné Klijn · Winfried Baijens · Mijke van Wijk · Co de Kloet · Astrid de Jong · Gerard Ekdom · Ruben Hein · Tuffie Vos · Edwin Rutten · Jeroen Kijk in de Vegte · Rudy Mackay · Alfred van de Wege · Giel Beelen · Leo Blokhuis · Dolf Jansen · Frank Jochemsen · Wilfried de Jong